# Hà Hoằng San
Hà Hoằng San (tiếng Trung: 何泓姗; bính âm: Hé Hóngshān; sinh ngày 10 tháng 4 năm 1987) tên tiếng Anh Viva He là một nữ diễn viên và người mẫu Trung Quốc. Cô được biết đến rộng rãi lần đầu tiên với vai chính trong bộ phim thanh xuân Năm tháng vội vã (2014), sau đó tham gia nhiều phim truyền hình, nổi bật có Vân Điên Chi Thượng (2017), Như Ý truyện (2018), Lưu Kim Tuế Nguyệt (2020), Cẩm tâm tựa ngọc (2021). Cô nổi tiếng với các vai diễn phản diện xuyên suốt sự nghiệp diễn xuất của mình.

## Sự nghiệp diễn xuất
Năm 2008, cô đóng phim đầu tay với một vai nhỏ trong phim điện ảnh Ah Qiang in the Street. Sau đó, cô có một vai nhỏ trong bộ phim truyền hình tài liệu What a Big Tree (2009).
Cô vẫn còn tương đối ít tên tuổi, cho đến khi nhận được vai chính trong Năm tháng vội vã (2014), một bộ phim thanh xuân được chuyển thể từ tiểu thuyết cùng tên của Cửu Dạ Hồi. Sau khi bộ phim được phát sóng, Hà Hoằng San được công nhận rộng rãi hơn. Sau đó, cô đóng vai thứ chính trong bộ phim truyền hình lãng mạn Tình yêu thứ ba, và tham gia dàn diễn viên chính của Dưới một mái nhà.
Vai diễn chính đầu tiên của cô trong một bộ phim điện ảnh là Easy Life (2016) dựa trên tiểu thuyết Riot in Chang An City của Hàn Hàn. Sau đó cô đóng một trong những vai chính trong bộ phim truyền hình Chị em gái.
Cô được khán giả biết đến rộng rãi với bộ phim tình cảm hiện đại Vân Điên Chi Thượng (2017). Cùng năm đó, cô góp mặt trong phim Án mạng liên hoàn, một bộ phim tội phạm giật gân của đạo diễn Xu Jizhou và dựa trên tiểu thuyết Evil Minds: City Light do Lei Mi viết.
Năm 2018, cô đóng vai chính trong bộ phim tình cảm Thuyết tiến hóa tình yêu. Sau đó, cô đóng một vai phụ quan trọng trong bộ phim truyền hình lịch sử Như Ý truyện, bộ phim đã giúp cô được công nhận nhiều hơn.
Năm 2019, cô đóng vai nữ chính trong bộ phim truyền hình cổ trang Phượng Dịch cùng với Từ Chính Khê. Cô cũng được chọn vào vai A Tử trong bộ phim truyền hình võ hiệp Tân Thiên long bát bộ, dựa trên tiểu thuyết cùng tên của Kim Dung.
Hà Hoằng San được chú ý vì đã diễn nhiều vai phản diện nổi bật trong sự nghiệp của cô, đến nỗi một số người hâm mộ của cô đã đích thân yêu cầu cô không nhận thêm bất kỳ vai phản diện nào trong các tác phẩm sau này.

## Phim

### Phim điện ảnh
| Năm  | Tiêu đề                 | Tiêu đề tiếng Trung | Vai diễn             | Ghi chú |
| ---- | ----------------------- | ------------------- | -------------------- | ------- |
| 2008 | Ah Qiang trên đường phố | 街上的阿强          | Wanmeimao            |         |
| 2010 | Nhật Chiếu Trùng Khánh  | 日照重庆            | Shan Shan            |         |
| 2012 | Giải mã giấc mơ         | 残梦                | Meng Xiaolu thời trẻ |         |
| 2012 | I Phone You             | 爱封了              | Xiao Li              |         |
| 2013 |                         | 野草莓              |                      |         |
| 2013 |                         | 墨色青春            | Ding Xiang           |         |
| 2013 | 吃吧                    |                     |                      |         |
| 2016 | Easy Life               | 喜乐长安            | Xi Le                |         |
| 2017 | Án mạng liên hoàn       | 心理罪之城市之光    | Qi Yuan              |         |

### Phim truyền hình
| Năm  | Tiêu đề                      | Tiêu đề tiếng Trung | Vai diễn                             | Ghi chú                                |
| ---- | ---------------------------- | ------------------- | ------------------------------------ | -------------------------------------- |
| 2009 | What a Big Tree              | 好大一棵树          | Xiao Mei                             |                                        |
| 2010 | The Doctors                  | 医者仁心            | Phóng viên                           |                                        |
| 2011 | Cách mạng Tân Hợi            | 辛亥革命            | Ye Zhen (vợ thứ 6 của Viên Thế Khải) |                                        |
| 2011 |                              | 美丽错儿            | Lan Yinmeng                          |                                        |
| 2011 | Goddess of Mercy             | 新玉观音            | Wang Qian                            |                                        |
| 2012 | Foggy City                   | 雾都                | Zheng Xiaohong                       |                                        |
| 2012 |                              | 零度较量            | Dương Đan                            |                                        |
| 2013 | Dear Baby                    | 心肝宝贝            | Li Nuannuan                          |                                        |
| 2014 | Năm tháng vội vã             | 匆匆那年            | Phương Hồi                           | Vai chính, đóng cặp với Bạch Kính Đình |
| 2014 | Tình yêu thứ ba              | 绝爱                | Trâu Nguyệt                          |                                        |
| 2014 | Dưới một mái nhà             | 团圆饭              | Tống Tiểu Muội                       | Vai chính                              |
| 2015 | Cẩm tú duyên hoa lệ mạo hiểm | 锦绣缘华丽冒险      | Shen Meng                            |                                        |
| 2016 | Sisters                      | 姐妹姐妹            | Song Yunong                          | Vai chính                              |
| 2017 | Vân Điên Chi Thượng          | 云巅之上            | Thẩm Yên                             |                                        |
| 2017 | The Avengers                 | 烈火刀影            | Tang Hancai                          | [ 20 ]                                 |
| 2018 | Thuyết tiến hóa tình yêu     | 爱情进化论          | Huỳnh Thanh Thanh                    |                                        |
| 2018 | Như Ý truyện                 | 如懿传              | Bạch Nhị Cơ                          | Vai phụ                                |
| 2019 | Phượng Dịch                  | 凤弈                | Diệp Ngưng Chi                       | Vai chính, đóng cặp với Từ Chính Khê   |
| 2020 | Lưu Kim Tuế Nguyệt           | 流金岁月            | Viên Viện                            | [ 21 ]                                 |
| 2021 | Cẩm Tâm Tựa Ngọc             | 锦心似玉            | Kiều Liên Phòng                      | Vai phụ                                |
| 2021 | Tân Thiên long bát bộ        | 天龙八部            | A Tử                                 |                                        |
| 2021 | Da Lang Tao Sha: Qi Hang     | 大浪淘沙：启航      | Xu Quan Zhi                          |                                        |
| 2021 | Quân Cửu Linh                | 君九龄              | Chu Jiu Ling                         | Khách mời                              |
| 2022 | Người chơi vượt thời không   | 超时空大玩家        | Vương Tiểu Muội                      | IQIYI độc quyền phát sóng              |
| 2024 | Chiến lược hôn nhân          |                     | Tô Ly                                | Vai chính, đóng cặp với Lý Tử Phong    |
| TBA  | Never Too Late               | 我的助理六十岁      | Lâm Tiêu Tiêu                        |                                        |
| TBA  | Blooming Days                | 岁岁青莲            | Luo Qinglian                         | Vai chính, đóng cặp với Hà Nhuận Đông  |
| TBA  | Triều Ca                     | 朝歌                | [Host]                               |                                        |

### Micro-film*
| Năm  | Tiêu đề               | Tiêu đề tiếng Anh  | Vai diễn          | Ghi chú                    |
| ---- | --------------------- | ------------------ | ----------------- | -------------------------- |
| 2021 | Như Mộng lệnh         | The Dreamlike Seal | Bạch Lý Tinh Hiên | Đóng cặp với Ngô Hi Trạch  |
| 2021 | Đừng sợ, yêu đương đi | Love me fearlessly |                   | Đóng cặp với Phí Khải Minh |

*Phim chiếu mạng kinh phí thấp, đặc biệt quay dọc, mỗi tập chỉ 2-3 phút.

## Giải thưởng và đề cử
| Năm  | Giải thưởng                                                   | Hạng mục                         | Phim được đề cử | Kết quả   | Tham khảo |
| ---- | ------------------------------------------------------------- | -------------------------------- | --------------- | --------- | --------- |
| 2018 | Giải thưởng Ngôi sao Video Tencent lần thứ 12                 | Giải thưởng nữ diễn viên đột phá | —               | Đoạt giải | [ 22 ]    |
| 2019 | Lễ trao giải phim truyền hình chất lượng Trung Quốc lần thứ 4 | Giải thưởng cho người mới        | —               | Đoạt giải | [ 23 ]    |
| 2019 | Kim Cốt Đoá - Liên hoan phim và truyền hình mạng lần thứ 3    | Diễn viên mới triển vọng nhất    | Như Ý truyện    | Đoạt giải | [ 24 ]    |
| 2019 | Kim Cốt Đoá - Liên hoan phim và truyền hình mạng lần thứ 4    | Nữ diễn viên chính xuất sắc nhất | Phượng dịch     | Đề cử     | [ 25 ]    |